# Departament de Córdoba
Córdoba és un departament de Colòmbia situat al nord el país.

## Municipis
1. Ayapel
2. Buenavista
3. Canalete
4. Cereté
5. Chimá
6. Chinú
7. Ciénaga de Oro
8. Lorica
9. Los Córdobas
10. Momil
11. Monitos
12. Montelíbano
13. Montería
14. Planeta Rica
15. Pueblo Nuevo
16. Puerto Escondido
17. Puerto Libertador
18. Purísima
19. Sahagún
20. San Andrés de Sotavento
21. San Antero
22. San Bernardo del Viento
23. San Carlos
24. San Pelayo
25. Tierralta
26. Valencia